# 連結送水管
連結送水管（れんけつそうすいかん）は、消火活動時に消防隊が使用する設備。本項では、連結散水設備（れんけつさんすいせつび）についてもあわせて述べる。

## 連結送水管

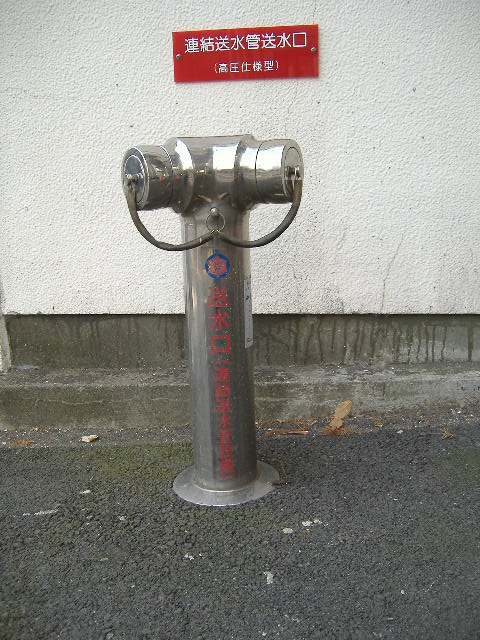
スタンド式送水口

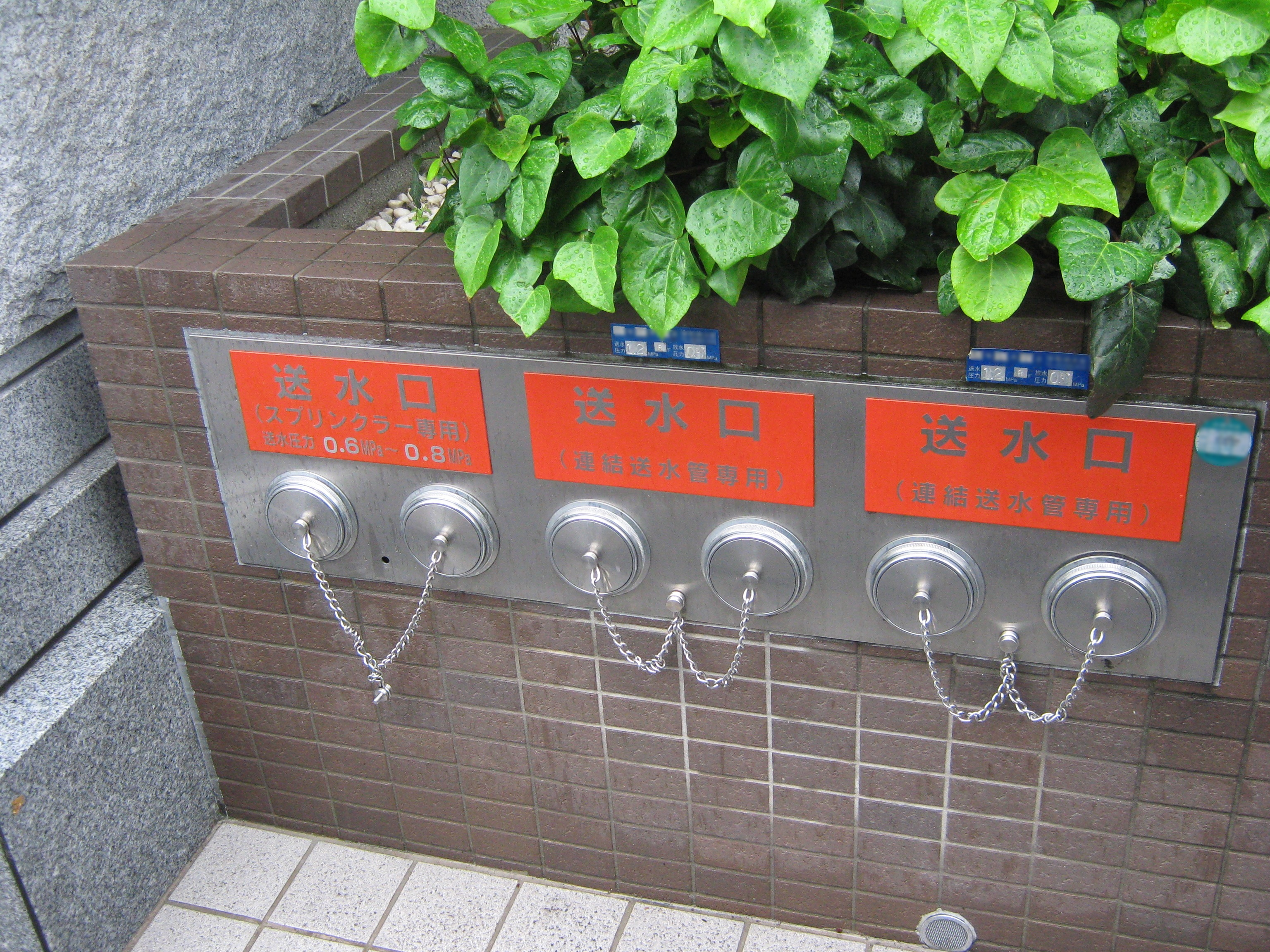
送水口壁面埋込式、右2つ

消防隊専用栓とも呼ばれ、外部からの消火活動が困難な、7階建て以上の建物、または5~6階建てでかつ延べ床面積が6,000m2以上の建物、もしくは面積1,000m2以上の地下街に設けられる。
送水口、送水配管、放水口で構成され、ポンプ車より加圧された消火用水を送水口から放水口へ送水する。
- 送水口 - ポンプ車が容易に接近できる場所に、床面からの高さ50cm~1mの位置に設けられる。スタンド式と壁面埋込式とがあり、接続口が2つある双口型が用いられる。
- 送水配管 - 通常時は配管内を空にする乾式と、常時配管内に水を満たしておく湿式とがある。乾式は比較的小規模な連結送水管や寒冷地などに採用され、消火訓練や放水試験などで使用したあとは、腐食防止のため排水弁から配管内の水を抜く。配管が長い場合、特に11階以上・高さ70m以上の建物は原則湿式とし、高さ70mを超える建物には、ポンプ車による送水を補助するため、非常電源設備を備えた加圧送水装置を設ける。
- 放水口 - 各階の階段室や非常用エレベーターのロビーなど、消火活動を行いやすい場所に、床面からの高さ50cm~1mの位置に設けられる。10階以下には単口型、11階以上には単口型2台または双口型が用いられる。開閉弁を収納する放水口箱は、単口型用は幅40cm×高さ50cm、双口型用は幅80cm×高さ50cmで、放水口を示す標識が取り付けられる。

連結送水管、連結散水設備とも基本的に消防隊員以外が使用するものではないが、通常時より送水口や放水口の近くに、消火活動の妨げとなるものを放置しないことが求められる。

## 連結散水設備
地階の床面積の合計が700m2以上の防火対象物の地階部分および、延面積が700m2以上の地下街に設けられ、ポンプ車で加圧した消火用水を送水して散水ヘッドより散水することにより消火活動を行う。湿式配管で、火災による熱で散水ヘッドが開栓し、散水開始する「閉鎖型」と、散水ヘッドに感熱部が無く、乾式配管に送水することで散水が開始する「開放型」とがある。送水口は連結送水管のものと類似しているが、この送水口には「連結散水用送水口」の標識と送水区域・選択弁・送水口を明示した系統図を直近に設ける。
開放式散水ヘッドが4個以内の場合は単口型が用いられることもある。